# Fiera internazionale del libro 2005
La XVIII Fiera internazionale del libro si è tenuta dal 5 al 9 maggio 2005 presso il centro esposizioni del Lingotto di Torino.
Gli espositori presenti sono stati 1220 e i convegni in programma oltre ottocento; la fiera sarà visitata nei cinque giorni di apertura da oltre duecentoventimila visitatori.
Il Paese ospite è stato quest'anno il Portogallo e il Brasile; filo conduttore è stato il sogno.
Una serie di incontri ha presentato i due eventi speciali del 2006: i XX Giochi olimpici invernali e la nomina di Torino a capitale mondiale del libro 2006-2007. Tra gli eventi di spicco, la manifestazione Terra Madre sulle tradizioni culturali del mondo e un ricordo di Giovanni Paolo II a cura della Conferenza Episcopale Italiana.

## L'esposizione
L'area espositiva ha una superficie di 46.000 m², articolata sui padigilioni 1, 2, 3 e 5 di Lingotto Fiere.

Il padiglione 1 si apre con un'area occupata dai piccoli e medi editori, uno degli elementi portanti della Fiera, comprende inoltre Piazza Italia della Federazione italiana editori regionali (FIDAE), lo stand del Comune, e Il gusto di leggere, in collaborazione con Slow Food, che propone assaggi degli chef.

Nel padiglione 2, accanto agli stand tradizionali dei grandi editori e al è letterario Vergnano, una vasta area vede raggruppate tutte le regioni italiane presenti in fiera. Tra le nuove presenze del padiglione i due canali satellitari culturali The History Channel e Cult Network. Per la prima volta, inoltre, questo padiglione ha una sezione dedicata all'editoria scientifica che diventerà permanente nelle prossime edizioni.

Il padiglione 3 ospita lo spazio della Rai, con lo studio per le dirette radiofoniche, il set per le dirette televisive e un'area dedicata ai libri Rai Eri; la Provincia di Torino e il coloratissimo Spazio Ragazzi, che comprende anche una nursery letteraria. Le istituzioni sono rappresentate dal Senato della Repubblica, dalla presidenza del Consiglio dei ministri con il dipartimento delle Politiche comunitarie, dal ministero per i Beni e le Attività Culturali, dal Miur (ministero per l'Istruzione, l'Università e la Ricerca) e dall'Agenzia delle entrate; presenti anche prestigiose università: Bocconi, Luiss University Press e la Scuola Normale Superiore - Edizioni della Normale.

Oltre agli spazi del Lingotto, le circoscrizioni 3 e 5 diventeranno sede dei simbolici padiglioni 6 e 7, con mostre, letture, dibattiti e spettacoli (con ospiti come Sabina Guzzanti, Lilli Gruber, Massimo Carlotto, Sebastiano Vassalli e moltissimi altri).

### Visitatori
- stimati tra 220.000 e 225.000

## Programma
La Fiera internazionale del libro 2005 si è aperta con una serata speciale dedicata a Wisława Szymborska, la poetessa polacca Premio Nobel 1996: martedì 3 maggio al Teatro Carignano si è tenuto un recital poetico, curato dal regista e attore Mauro Avogadro, direttore della Scuola di Teatro del Teatro Stabile di Torino.
Il tema conduttore della Fiera 2005 è il sogno: la Fiera 2005 si è interrogata sulla centralità del sogno nelle culture di ogni tempo e paese, a partire dall'antico Egitto, in compagnia dell'egittologa Edda Bresciani. Del sogno in letteratura ha parlato l'italianista Daniela Marcheschi. Una doppia lettura dei sogni è stata offerta da studiosi di scuola freudiana e junghiana.
Ma si è parlato soprattutto del sogno come progetto e utopia, con alcuni protagonisti della cultura contemporanea nel campo artistico, letterario e
scientifico: registi (Paolo Virzì, Davide Ferrario e altri), biologi (Edoardo Boncinelli e Alberto Piazza), matematici (Piergiorgio Odifreddi, Alberto Conte, Gabriele Lolli), fisici (Tullio Regge e Giorgio Parisi, con Enrico Bellone), architetti, gastronomi e studiosi di "culture materiali" (Edoardo Raspelli e altri)...

### Spettacolo
Come sempre, la Fiera ha presentato momenti di spettacolo teatrale (Giorgio Albertazzi), comico (tra gli ospiti Sabina Guzzanti e Antonio Albanese) musicale (Andrea de Carlo, Marco Parente).
L'evento conclusivo è stato affidato a Francesco Guccini, musicista-scrittore con una spiccata passione per la sperimentazione linguistica.

### Gli editori scientifici
In occasione dell'Anno della Fisica, la Fiera del Libro inaugura un appuntamento dedicato all'editoria scientifica che diventerà fisso nelle edizioni successive e farà parte anche del programma culturale di Torino Capitale Mondiale del Libro. Due i momenti: una mostra, nel padiglione 3, con dodici immagini di particolari habitat del nostro pianeta, dal deserto africano all'Antartide, dalle onde oceaniche alle metropoli, dai ghiacciai alla foresta pluviale; un convegno dedicato all'editoria scientifica, coordinato da Piero Bianucci, che si è svolto giovedì 5 maggio alle 17,30 in Sala Gialla.

## Relatori ospiti
Come sempre sono stati numerosi gli ospiti italiani e stranieri. Sono arrivati al Lingotto, tra gli altri, il Premio Nobel per l'economia Joseph Stiglitz; il poeta francese Yves Bonnefoy; giornalisti come Lilli Gruber, Monica Maggioni e Marco Travaglio. Piero Chiambretti dialogherà con don Andrea Gallo. Gli storici Gianni Oliva, Guido Crainz e Raoul Pupo discuteranno della tragedia degli italiani d'Istria e Dalmazia, tra foibe ed esilio.

Tra gli scrittori italiani si possono ricordare Massimo Carlotto, Vincenzo Cerami, Maurizio Cucchi, Gianni Farinetti, Dacia Maraini, Maurizio Maggiani, Claudio Magris, Valerio Massimo Manfredi, Alessandro Piperno, Michele Serra, Piero Soria, Gian Antonio Stella, Sebastiano Vassalli, Stefano Zecchi.

Verranno celebrati alcuni anniversari, tra cui quelli dedicato ad Albert Einstein e al 1905, annus mirabilis della Fisica e a Italo Calvino, nel ventennale della scomparsa.

Gli Oscar Mondadori festeggiano i loro 40 anni. È stato reso omaggio a scrittori e poeti come Sergio Atzeni (nel decennale della scomparsa), Mario Luzi, Giovanni Raboni; a editori come Luciano Foà, il fondatore dell'Adelphi, e Giorgio Colli, che ha legato il suo nome all'edizione critica delle Opere di Nietzsche e alla Enciclopedia di autori classici progettata per Boringhieri.

## Paesi ospiti
La Francia è stata presente alla Fiera di Torino con uno stand nazionale curato dal BIEF, il Bureau International de l'édition francaise, che promuove all'estero i libri francesi.
Il Portogallo ha partecipato alla Fiera 2005 in una sorta di anteprima, per preparare con cura la sua presenza a Torino come Paese ospite d'onore 2006 insieme al Brasile, affiancando alla partecipazione libraria un calendario di eventi artistici e musicali in programma al Lingotto e in città.

## Eventi speciali

### Lingua Madre
In contemporanea con la fiera si è svolta una nuova manifestazione sviluppata con la Regione Piemonte, Lingua Madre, che ha portato a Torino cinquanta scrittori asiatici, africani e latino-americani,  accomunati dal lavoro sperimentale e innovativo sul patrimonio della loro tradizione culturale.
Nell'Arena Piemonte sono stati protagonisti di letture, incontri con i lettori e momenti musicali con gruppi di musica etnica provenienti da tutto il mondo.
Tra gli ospiti di Lingua Madre, vanno citati il siriano Adunis, il rumeno Norman Manea, il francese d'origini algerine Claude Hagège, l'australiano Les Murray; il marocchino Tahar Ben Jelloun, i caraibici Patrick Chamoiseau, Madison Smartt Bell, Raphaël Confiant, Dionne Brand; gli indiani Nadeem Aslam, Anita Rau Badami e Vikas Swarup, il tunisino Samir Marzouki, l'arabo-americano Abdellah Hammoudi, le marocchine Calixthe Beyala e Yasmine Chami, il libanese Selim Nessib, l'iraniano Bijan Zarmandili, il cubano Daniel Chavarría, il messicano Carlos Montemayor, la turca Yadé Kara, l'afgana Saira Shah, il somalo Nuruddin Farah, il congolese Emmanuel Dongala, i sudafricani Achmat Dangor e Zakes Mda, l'indiano Homi Bhabha.
Tra gli italiani, Elena Loewenthal e Marcello Fois.
Massimo Cacciari concluderà il programma degli incontri con una lezione sui labirinti della traduzione.

### Ti leggerò i Giochi
Con l'avvicinarsi dei Giochi olimpici invernali del 2006, la Fiera Internazionale del Libro di Torino propone il progetto speciale Ti leggerò i Giochi, un insieme di convegni, letture e spettacoli variamente ispirati al tema della "competizione", curato da Maurizio Crosetti.

Si è parlato di sociologia e psicologia (con, fra gli altri, Vittorino Andreoli ed Alessandro Dal Lago), concorrenza sleale nell'economia di mercato (con Guglielmo Epifani, Andrea Pininfarina, Luciano Gallino e altri), timori di scontro di religione e civiltà (con Eugenio Scalfari, Enzo Bianchi e altri), doping nello sport (con Candido Cannavò, Roberto Beccantini, Massimo Mauro).

Ogni giorno alle 18.30 si sono tenute letture denominate Parole di sport, con scrittori come Michele Serra e Domenico Starnone.

Ogni sera alle 21 è stato celebrato un tema diverso con il Pentathlon delle Muse: la ginnastica, con Yuri Chechi, Igor Cassina e Laura Zacchilli, la musica, con il jazzista Enrico Pieranunzi e il solista classico Gianluca Cascioli, la danza, con Daniel Ezralow e Marta Romagna, il teatro con Franco Branciaroli ed Elisabetta Pozzi, il canto con Massimo Ranieri e Antonella Ruggiero.

### Torino capitale mondiale del libro
Dopo Alessandria d'Egitto, Madrid, Nuova Delhi, Anversa e Montréal, l'UNESCO ha nominato Torino capitale mondiale del libro da aprile 2006 ad aprile 2007. La città di Roma, per aver sostenuto la candidatura torinese in concorrenza con quella di Teheran, collaborerà nell'organizzazione dell'evento.

Il programma delle manifestazioni è stato anticipato alla fiera con eventi, incontri, convegni, dibattiti, letture, momenti di spettacolo.

## Eventi collaterali

### Libri e cinema
Parallelamente alla Fiera per tre giorni, dal 5 al 7 maggio, si svolge Book Film Bridge, un nuovo mercato dei diritti che ha fatto incontrare con il settore editoriale Rai Cinema, Rai Trade, la produzione indipendente italiana di cinema, documentari, animazione, il canale Cult Network Italia, produttori francesi, inglesi, spagnoli. Le case di produzione audiovisive accreditate sono oltre 50. Tra il 2000 e il 2004 sono usciti nelle sale italiane almeno 217 film tratti da libri e di questi, almeno 43 provenivano da libri di autori italiani. Se ne è parlato in un convegno, il 5 maggio.

## In tram
Anche quest'anno in occasione della fiera si è svolto Torino Fahrenheit Tram, un percorso nel centro della città a bordo di uno storico tram (il n. 3203 del 1958) su cui si parla di libri con autori ed editori. Ogni giorno vengono presentati quattro volumi, due per ogni corsa. L'itinerario, che attraversa il centro storico - da Piazza Castello ai Giardini Reali costeggiando il Parco del Valentino e la Gran Madre e attraversando Via Po - dura circa un'ora.

## Informazioni generali
- Sede: centro esposizioni Lingotto Fiere, Via Nizza 280, Torino.
- Orario di apertura: dal 5 al 9 maggio 2005 dalle ore 10 alle ore 22,30.
- Prezzo dei biglietti: intero 7 €, ridotto 5 €, ridotto junior 2 €, abbonamento 18 € (valido per i cinque giorni).
- Ente organizzatore: Fondazione per il libro, la musica e la cultura - Via Santa Teresa 15 - 10121 Torino
- Convenzioni:
  - Si potrà viaggiare da Milano a Torino (a/r) in Eurostar Italia e acquistare il biglietto di ingresso alla Fiera a 15 €.
  - Navette gratuite porteranno i visitatori al Lingotto dalle stazioni Lingotto e Porta Nuova e dal parcheggio di Piazza Caio Mario.

Fonte principale: http://www.fieralibro.it